# Álvaro Vaz de Almada (1er comte d'Avranches)
Álvaro Vaz de Almada, 1er comte d'Avranches, né vers 1390 et mort le 20 mai 1449, est un illustre chevalier et noble portugais, qui eut une longue et glorieuse carrière en Angleterre. Il fut nommé par le roi d'Angleterre Henri VI 1er comte d'Avranches (en portugais : Conde de Abranches) et fait chevalier de la Jarretière .
Il était capitaine-général de la ville de Lisbonne et est mort à la bataille d'Alfarrobeira en 1449.
Son portrait apparait sur le billet de cinq escudos portugais désormais obsolète.
Il est parfois mentionné sous le nom erroné d'Albro Vasques d'Almadea Comte d'Averence.

## Jeunesse
Dom Álvaro, l'un des derniers à utiliser le titre portugais de rico homem, était le fils de João Vaz de Almada (né vers 1360) et de son épouse, Joana Anes. Les Almadas n'étaient pas de sang noble, mais descendaient d'une famille de marchands qui fit fortune dans le commerce international,. La seigneurie d'Almada qu'ils avaient acquise, fut expropriée pendant la crise de 1383–1385, bien que le service militaire émérite de João Vaz auprès de Jean Ier de Portugal lui ait valu une réintégration partielle et des distinctions. La famille résidait principalement à Lisbonne et Algés . Álvaro avait un frère cadet, Pedro Vaz de Almada, et deux demi-frères et sœurs, nés hors mariage d'une mère inconnue: João Vaz de Almada, 1er seigneur de Pereira (né vers 1400) et Brites de Almada.
Très jeune, Álvaro a accompagné son père au Royaume d'Angleterre. Les deux auraient combattu pendant la guerre de Cent Ans et établi des relations avec le roi Henri V d'Angleterre avant de retourner au Portugal au début de 1415 .

## Carrière
Peu de temps après son retour d'Angleterre, Álvaro a combattu en 1415 aux côtés de son père lors de la conquête de Ceuta. Au lendemain de celle-ci, il a été fait chevalier par le prince royal portugais Pierre de Portugal . Ce fut le début d'une longue association et amitié entre les deux hommes.
En juin 1423, Álvaro est nommé par Jean Ier de Portugal capitão-mor da frota (amiral de la flotte à voile). La lettre de nomination lui conférait des pouvoirs exceptionnellement étendus, empiétant sur des domaines normalement réservé à l'amiral de Portugal (amiral de la flotte de galère), faisant ainsi d'Almada le chef de facto de toute la marine portugaise.
À la fin des années1420, Álvaro Vaz de Almada accompagne Pierre de Portugal lors de sa célèbre tournée en Europe, et combat à ses côtés contre les Turcs en Hongrie au nom de l'Empereur Sigismond. Il est de retour au Portugal en 1433, lorsque son mandat de capitão-mor est renouvelé. Il participe à plusieurs combats navals mineurs au large de Ceuta. Au cours des années 1430, il est récompensé par le roi Édouard de Portugal par une augmentation de ses sinécures dont une part des taxes imposées aux juifs du royaume.
Álvaro Vaz de Almada fut l'un des chefs de l'expédition malheureuse de 1437 à Tanger. Organisée et dirigée par le prince Henri le navigateur, l'expédition fut un fiasco. Après plusieurs assauts désespérés contre les remparts de Tanger, le corps expéditionnaire portugais fut vaincu et affamé par les armées des Marinides du Maroc. Néanmoins, Almada s'illustra  lors de la bataille et eut l'honneur, partagé avec le maréchal Vasco Fernandes Coutinho, d'être le dernier homme à quitter la plage.
Pendant la crise de la régence de 1438-39, Álvaro Vaz de Almada fut l'un des premiers à s'aligner derrière Pierre de Coimbra et a contribué à rassembler des partisans pour sa cause. Pendant les tumultes populaires de septembre 1439, les habitants de Lisbonne élurent  Almada comme alferes-mor (porte-étendard) et porte-parole de la ville. En reconnaissance de ses efforts, le nouveau régent Pierre le nomma membre de son conseil royal et alcaide-mor du château de São Jorge à Lisbonne en avril 1440.

## Angleterre

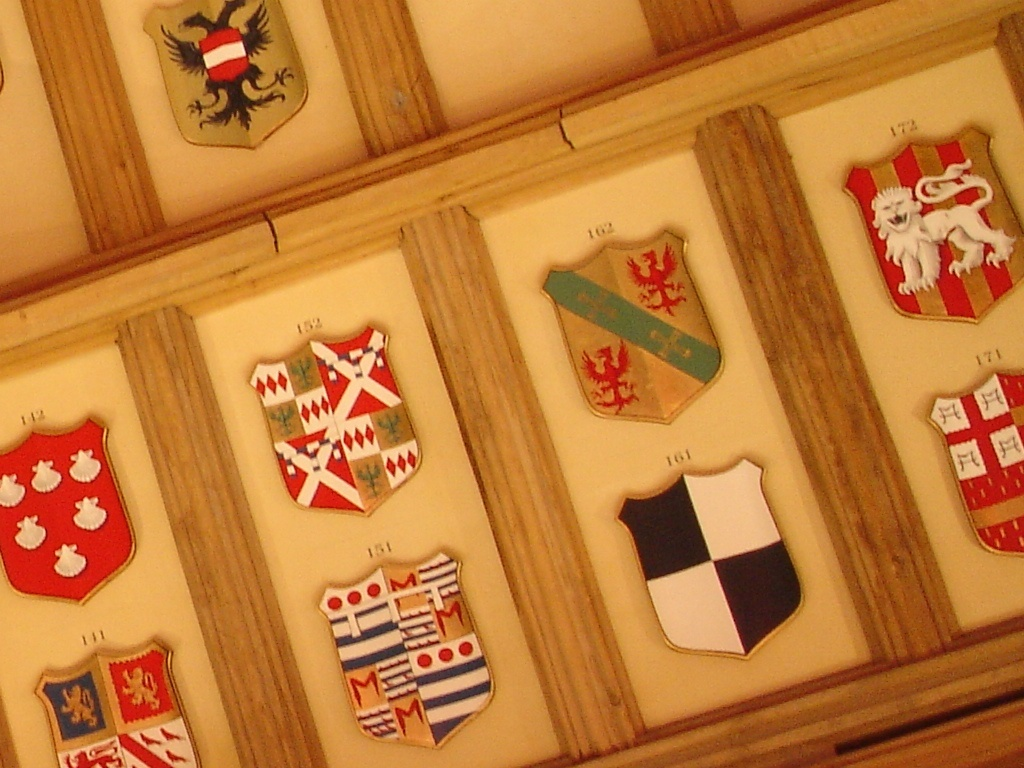
Les armoiries de Dom Álvaro Vaz de Almada (nr. 162) exposées au St. George's Hall, château de Windsor. Il a été nommé.

Álvaro Vaz de Almada est retourné en Angleterre après1415, mais on ne sait pas à quelle fréquence ni quand. Le 8 août 1444, le roi Henri VI d'Angleterre a publié une lettre royale anoblissant Álvaro Vaz de Almada avec le titre de 1er comte d'Avranches. Avranches était l'une des rares villes gouvernées par les Plantagenet en Normandie ; le titre a été traduit par des écrivains portugais sous le nom de Conde de Abranches . La lettre citait ses services remarquables envers la couronne anglaise sous les règnes d'Henri V et d'Henri VI. Il est nommé 162e chevalier de l'Ordre le plus noble, celui de la jarretière en 1445. Almada est l'un des rares étrangers n'étant pas de sang royal à devenir membre de l'illustre ordre chevaleresque anglais, et le seul portugais à recevoir un titre héréditaire anglais. En plus de ces honneurs, Henri VI accorda à Almada une pension à vie annuelle de cent marcs, ainsi qu'en cadeau, une coupe en or garnie de cent marcs en or.
Des éléments de la vie d'Almada en Angleterre ont été introduits dans la légende chevaleresque populaire portugaise des Douze d'Angleterre ( Os Doze de Inglaterra ). Conte semi-légendaire rendu célèbre par Luís de Camões dans ses Os Lusíadas, il se déroule sous le règne de Jean Ier, et raconte comment douze (ou treize) chevaliers portugais sont allés en Angleterre pour réparer une offense faite à certaines dames de la famille de Jean de Gaunt, duc de Lancaster. Almada est traditionnellement identifié comme l'un des douze chevaliers, bien que la légende situe les évènements - s'ils se produisirent - aux environs de 1390, alors qu'Almada n'était qu'un nouveau-né.

## Cavalier émérite
Álvaro Vaz de Almada fut un stratège et un cavalier redouté par de nombreux chevaliers anglais et allemands. Il participa à des tournois en France, en Angleterre et en Allemagne. Il aurait désarçonné un chevalier allemand lors d'un tournoi prestigieux où la cour allemande était présente. Il a très certainement profité des enseignements de Dom Duarte et les a diffusé lors de ses voyages. Il contribua au développement des échanges dans le domaine équestre entre le Portugal et le reste de l'Europe. Il a pu inspirer lœuvre de Dom Duarte dans les parties concernant l'équitation anglaise et française

## La bataille d'Alfarrobeira
En 1448, le roi Alphonse V du Portugal atteint sa majorité et révoque le régent Pierre de Coimbra. Sous l'influence d'Alphonse Ier de Bragance, le roi entreprend immédiatement d'annuler tous les actes de régence de Pierre et de licencier toutes les personnes qu'il avait nommées, souvent en y joignant des poursuites judiciaires douteuses pour les déposséder davantage. Les nobles et les bureaucrates exclus se tournèrent vers Pierre pour obtenir réparation.

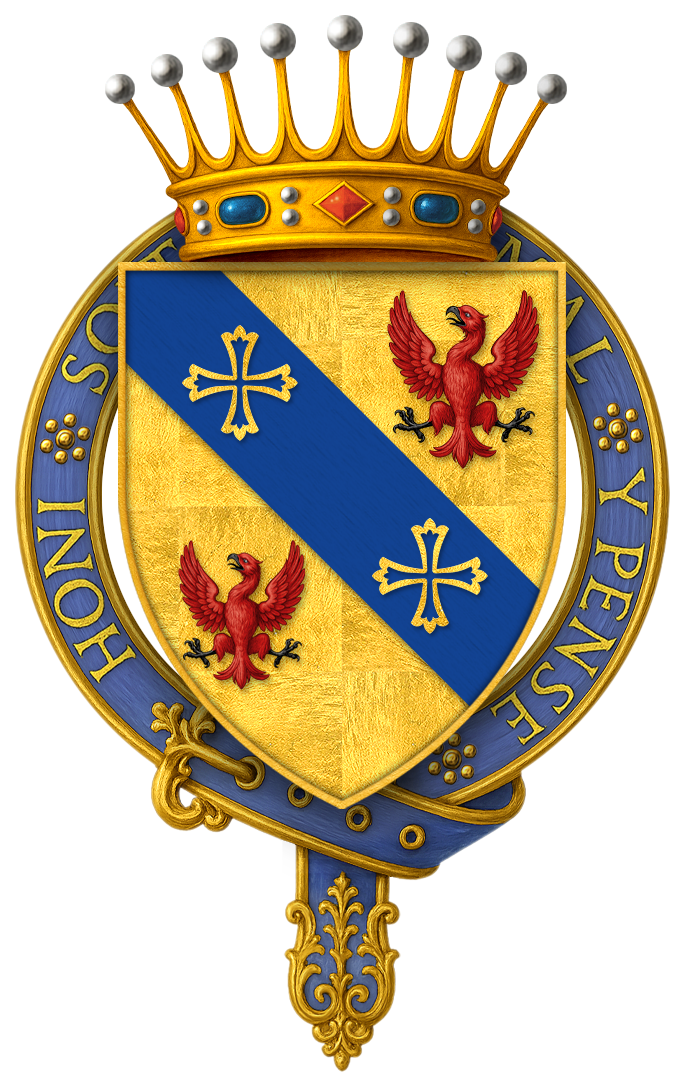

Álvaro Vaz de Almada, alors à Ceuta, retourne au Portugal en septembre 1448, pour soutenir Pierre de Coimbra assiégé. Pour avoir osé prendre la défense de ce dernier devant le tribunal, Almada est dépossédé de l' alcaide de Lisbonne en décembre 1448 . En outre, il rend le roi furieux en accompagnant un groupe de serviteurs de Pierre à Coja, en bordure de son duché de Coimbra, pour empêcher le passage d'Alphonse de Bragance à travers la propriété de son ami. Bien qu'Alphonse ait avec lui plus d'hommes, la réputation militaire d'Almada était telle qu'il décida d'emprunter une route détournée plutôt que de forcer le passage.
En mai 1449, Pierre de Coimbra, accompagné d'Almada, part de Coimbra, conduisant ses hommes dans une marche sur Lisbonne. Selon Pierre, il s'agissait d'une marche pacifique pour exiger que lui et ses proches destitués aient la possibilité de se défendre devant le tribunal. Mais Alphonse de Bragance eut peur que Pierre et Almada aient l'intention de faire le siège de Lisbonne, utilisant probablement leurs relations pour provoquer un soulèvement de la ville. Alphonse V, effrayé, les déclara rebelles et traîtres, arguant qu'ils avaient levé une armée contre lui. Le demi-frère d' Almada, João Vaz de Almada, seigneur de Pereira et vedor du palais, soutint le roi.
Les armées se sont affrontées le 20 mai 1449 lors de la bataille d'Alfarrobeira (autour d'Alverca do Ribatejo ). On raconte que Pierre et Almada s'étaient jurés réciproquement de ne pas se survivre l'un à l'autre. Pierre fut tué au début de la bataille. Almada, apprenant la nouvelle d'un page, lui ordonna de ne pas la révéler au reste de l'armée. Puis, après avoir pris un bref rafraîchissement, Almada, qui était maintenant dans la cinquantaine, s'avança dans le vif du combat. Bientôt reconnu, il fut rapidement entouré par les soldats du roi, mais refusa de se rendre. Il vainquit tous ceux qui s'approchaient de lui, jusqu'à ce qu'il s'épuise et prononce la fameuse phrase: «Mon corps, je sens que tu ne peux plus; et toi, mon âme, tu attends déjà. («Meu corpo, sinto que não podes mais; e tu, minh 'alma, já tardas»),.baisse son arme et tombe au sol, lâchant ses fameux derniers mots "maintenant faites-vous plaisir, méchants" ("Ora fartar villanagem",), qui est désormais une expression portugaise courante. Ses ennemis sont alors tombés sur lui et l'ont achevé.
Sur ordre du roi, le corps d'Almada a été laissé décapité sur le champ de bataille, exposé aux éléments et pourrissant en plein air. Ce n'est qu'à la demande répétée de João Vaz de Almada que le roi Alphonse V a finalement consenti à ce qu'il puisse enterrer le cadavre de son frère.
Néanmoins, les poursuites judiciaires ont continué contre Almada et une grande partie de ses biens ont été confisqués. Le siège familial d' Algés est allé à João Vaz de Almada, tandis qu'une grande partie du reste a été donnée au conseiller du roi Álvaro Pires de Távora. La veuve d'Almada, Catarina de Castro, fille de Fernando de Castro, a seulement été autorisée à conserver leurs maisons de Lisbonne ainsi que les impôts juifs. Le fils aîné d'Almada, João de Abranches, issu du premier mariage d'Almada, et qui a attaché "Abranches" à son nom de famille sans en avoir le titre, a hérité de ce qui restait des propriétés de son père acquises avant 1385 et qui ne pouvaient pas être confisquées par la couronne. Le titre de comte d'Abrantes et de capitão-mor da frota a été finalement récupéré par Fernando de Almada, le seul fils du deuxième mariage d'Almada avec Catarina de Castro.

## Mariage et enfants
Álvaro Vaz de Almada s'est marié deux fois.
De son premier mariage (antérieur au 2 janvier 1436) à Isabel da Cunha (fille d'Álvaro da Cunha, 3e seigneur de Pombeiro et Beatriz de Melo), Almada a eu les enfants suivants: 
- Dom João de Abranches (né vers 1420), marié en premier à Leonor …, sans enfant, et marié en second lieu à sa lointaine parente Mécia da Cunha, fille de Vasco da Cunha et de son épouse Maria Rodrigues de Azevedo, et dont il eut des enfants
- Dona Leonor da Cunha, religieuse
- Dona Violante da Cunha (née vers 1430), mariée en tant que première épouse à Dom Fernão Martins Mascarenhas, 1er seigneur de Lavre et 1er seigneur d'Estepa (né vers 1430, mort en décembre 1501), fils de Nuno Vaz Mascarenhas et de Catarina de Ataíde, sans enfant
- Dona Isabel da Cunha (née en 1420), mariée en tant que première épouse à Álvaro Pessanha (né en 1415) (un fils bâtard de Carlos Pessanha, 6e amiral du Portugal, par une inconnue), dont elle eut un enfant
- Dona Brites da Cunha, mariée au noble anglais Sir … de Mabermont

Isabel da Cunha est décédée avant qu'Almada ne soit anobli comme comte d'Avranches. Néanmoins, leur fils aîné a attaché et utilisé "Abranches" dans son nom de famille. Il n'a cependant pas hérité du titre.
De son deuxième mariage (le 4 août 1445) à Dona Catarina de Castro, fille de Dom Fernando de Castro, gouverneur de la maison du prince Henri le Navigateur et de son épouse Isabel de Ataíd): 
- Fernando de Almada, 2e comte d'Avranches (né vers 1430, mort le 29 avril 1496), marié en 1463 à Dona Constança de Noronha, 5e dame de Lagares de El-Rei (née vers 1435), dont il eut un enfant. Il a également eu deux enfants nés hors mariage d'une mère inconnue

La deuxième épouse d'Almada, Catarina de Castro, s'est remariée plus tard avec son cousin germain, Dom Martinho de Ataíde, 2e comte d'Atouguia (sans descendance).
Les Avranches / Abranches sont parfois confondus avec des familles sans lien avec aux nommées d'après " Abrantes ", une ville du Portugal.

## Sources
- Costa Lôbo, A. (1904) Historia da sociedade em Portugal no seculo XV Lisbonne: Imprensa nacional online
- (pt) HB Moreno, A Batalha de Alfarrobeira: antecedentes e significado histórico, Université de Coimbra, 1980 (lire en ligne).
- Quintella, Ignaco da Costa (1839-1840) Annaes da Marinha Portugueza, 2 vol., Lisbonne: Academia Real das Sciencias. vol. 1
- Divers, "Nobreza de Portugal e do Brasil", Lisbonne, Portugal, 1960, Volume Segundo, pp. 356-357
- Divers, "Armorial Lusitano", Lisbonne, Portugal, 1961, pp. 26-27 et pp. 42-43
- Visconde de Figanière, "Alguns Documentos Acerca do Conde de Avranches", dans Panorama, 3e série, vol. V, Nr. 9

## Sources externes
- Chevaliers de la jarretière, Roglo